# 尾張一宮駅
尾張一宮駅（おわりいちのみやえき）は、愛知県一宮市栄三丁目にある、東海旅客鉄道（JR東海）東海道本線の駅である。駅番号はCA72。
名鉄一宮駅と並行に位置し一体的なターミナルとなっており、ともに一宮市の代表駅となっている。名鉄との区分のため必要がある場合には　「JR尾張一宮駅」とも呼ばれ、また、両駅をあわせて「一宮駅」あるいは「一宮総合駅」と称する場合もある。運行形態の詳細は「東海道線 (名古屋地区)」を参照。

## 歴史
- 1886年（明治19年）
  - 5月1日：官設鉄道が清洲駅（現在の枇杷島駅）から当駅まで延伸し、一ノ宮駅として開業する（一般駅）[2]。
  - 6月1日：官設鉄道が当駅から木曽川駅まで延伸し、途中駅となる。
- 1891年（明治24年）10月28日：濃尾地震により本屋が全壊する[4][5]。
- 1895年（明治28年）4月1日：線路名称が制定され、東海道線（1909年（明治42年）に東海道本線に改称）の所属となる。
- 1916年（大正5年）1月1日：尾張一ノ宮駅に改称する[2]。駅名の重複を解消するためであり、同じ日にはそれまで当駅と同名を称していた3か所の「一ノ宮駅」もそろって駅名を変えている（それぞれ上総一ノ宮駅、三河一宮駅、長門一ノ宮駅〈現・新下関駅〉に改称）[6]。
- 1951年（昭和26年）10月5日：総工費1億3000万円をかけて鉄筋コンクリート造3階建ての民衆駅が落成[7]。
- 1952年（昭和27年）11月15日：尾張一宮駅に改称する[2]。
- 1972年（昭和47年）11月1日：旅行センター開業[8][9]。
- 1979年（昭和54年）2月1日：貨物の取り扱いを廃止する[2]。
- 1980年（昭和55年）7月：高架化工事に着手[10]。
- 1983年（昭和58年）4月1日：ホーム案内放送を自動化[11]。
- 1986年（昭和61年）11月1日：荷物の取り扱いを廃止する[2]。
- 1987年（昭和62年）4月1日：国鉄分割民営化により、東海旅客鉄道（JR東海）が継承[2]。
- 1988年（昭和63年）10月30日：上り線高架化[12]。
- 1990年（平成2年）11月18日：下り線高架化[13]。
- 1993年（平成5年）
  - 2月21日：名鉄と共同使用していた改札口を分離し、自動改札機を設置[14]。
  - 6月20日：1番線の供用開始[15]。
  - 9月20日：旧下り線に上り本線を移動し、旧上り本線を上り副本線として供用開始、2面4線化される[1]。
- 1994年（平成6年）3月24日：駅高架下に商業施設「アスティ一宮」が開業する[16]。
- 2006年（平成18年）11月25日：ICカード「TOICA」の利用が可能となる。
- 2007年（平成19年）5月31日：駅舎の解体工事を開始する[17]。
- 2009年（平成21年）7月1日：JR東海初の女性駅長が就任する。
- 2010年（平成22年）10月：新たな駅前ビル建設に着手する。
- 2012年（平成24年）11月1日：駅前ビル「i-ビル」が開業する[18]（図書館施設は2013年（平成25年）1月に開館[19]）。
- 2022年（令和4年）
  - 10月6日：商業施設「アスティ一宮」がリニューアル[20]。
  - 12月8日：駅南側に商業施設開業（予定）[20]。

## 駅構造
島式ホーム2面4線を有する高架駅。ホームは11両以上の長さ（有効長）があり、上屋は8両分設置されている。内側の2・3番線が本線、外側の1・4番線が副本線となっている。（主に朝夕ラッシュ時に使用）1番線東側にホームのない副本線が1本あり、貨物列車や工事作業用列車の停車や待避、車両の留置などに使われている。1・2番線は片渡り線により名古屋方面からの進入や大垣方面への発車ができ、双方に折り返しが可能な構造になっているが、通常ダイヤで当駅止まりの設定はない。ただし、人身事故等によりダイヤに大幅な遅延が発生すると、一部の列車が当駅で運転を打ち切る場合がある。（その為に、JR東海所属車両の方向幕や行き先表示には「尾張一宮」が用意されている。）岐阜駅発着の普通と大垣・米原発着の快速は、列車により岐阜駅で乗り換えるよりも当駅で乗り換える方が負担が軽減されることがある。
駅長・駅員配置駅（直営駅）であるほか、管理駅として清洲駅・稲沢駅・木曽川駅の3駅を管理している。駅にはJR全線きっぷうりばが置かれている。なお、地上駅時代は名鉄駅と改札口も共通であったが、1993年（平成5年）2月21日より供用を開始した名鉄駅の高架化に伴い分離された。
高架下にはジェイアール東海ツアーズ一宮支店、アスティ一宮（商業施設）、ベルマート（コンビニエンスストア）が入居している。

### のりば
| 番線 | 路線          | 方向 | 行先       |
| ---- | ------------- | ---- | ---------- |
| 1・2 | CA 東海道本線 | 上り | 名古屋方面 |
| 3・4 | CA 東海道本線 | 下り | 岐阜方面   |

（出典：JR東海:駅構内図）

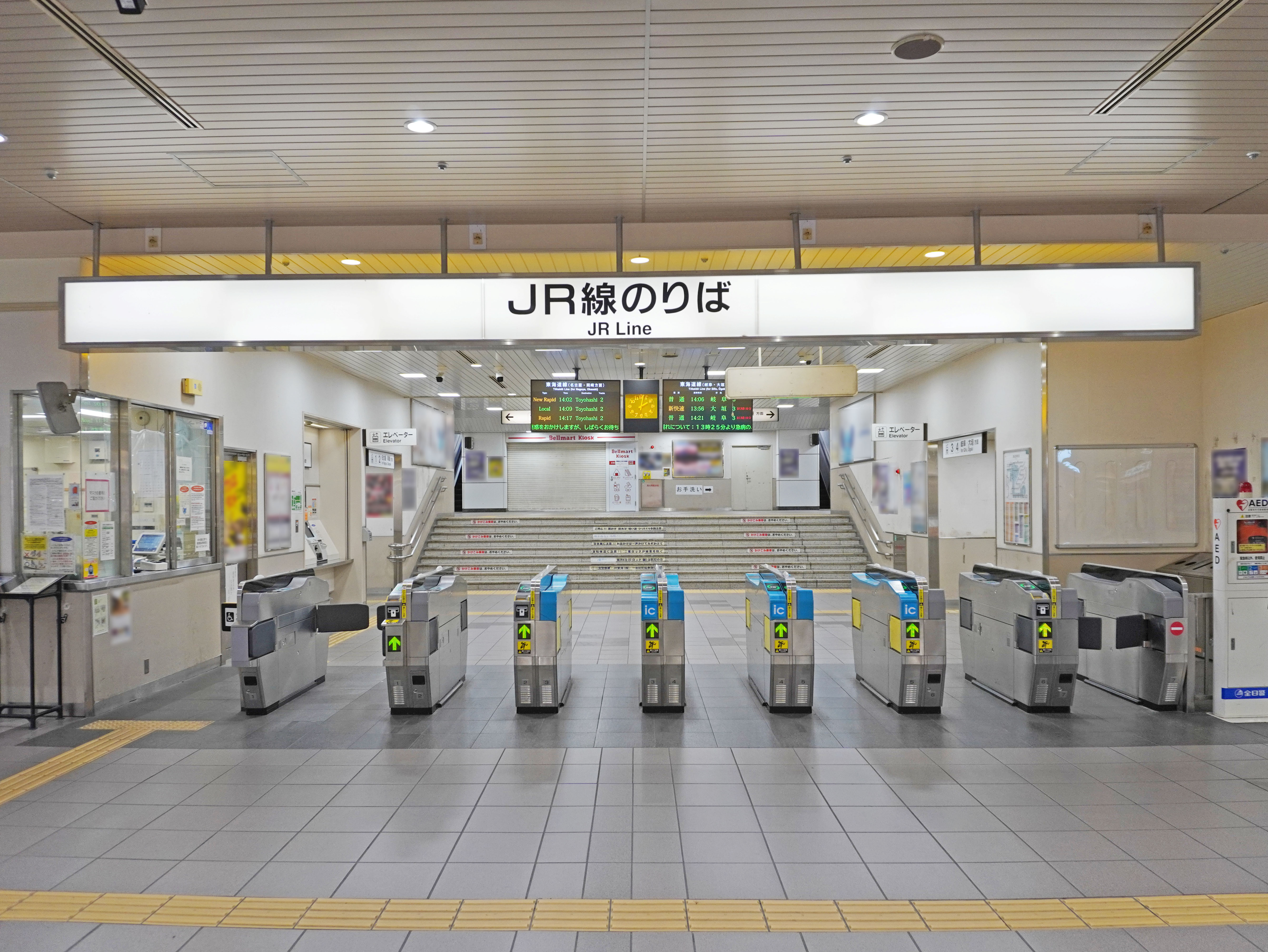
改札口（2022年11月）
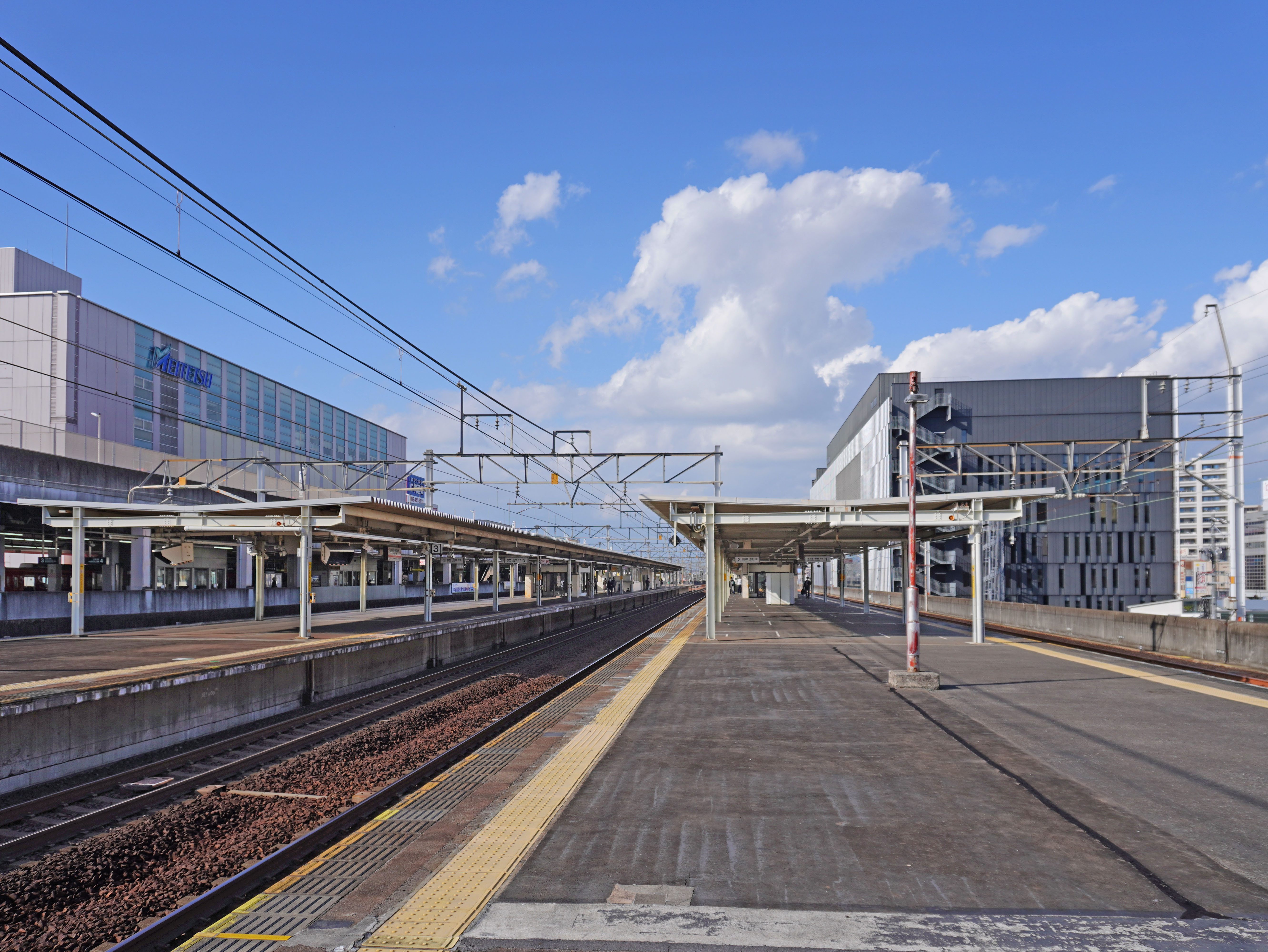
ホーム（2022年11月）
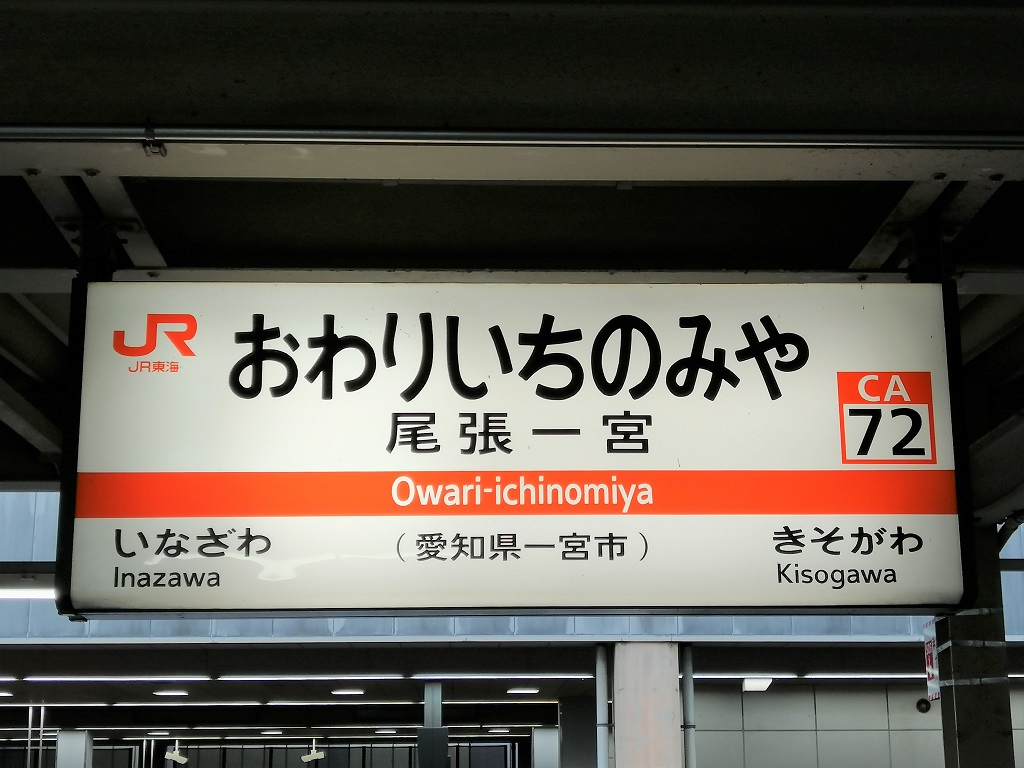
駅名標（2022年3月）

### 配線図
|                                 | ↑ 津島方面 ↑玉ノ井方面              |                             |
| ← 名鉄名古屋 方面 ← 名古屋 方面 | 名鉄一宮駅・尾張一宮駅 構内配線略図 | → 名鉄岐阜 方面 → 岐阜 方面 |
| 凡例 出典:                      |                                     |                             |

## 利用状況
JR東海の移動等円滑化取組報告書によると、2023年（令和5年）度の1日平均乗降人員は49,066人であった。
国鉄時代の名古屋 - 一宮 - 岐阜間の旅客数のシェアは名鉄が圧倒的に高かったが、国鉄が民営化してJR東海の経営となった後は速度・所要時間が優位であるJR線の利用者数が上回っている。
愛知県統計年鑑によると、近年の1日平均乗車人員は以下の通り推移している。
| 年度   | 1日平均 乗車人員 |
| ------ | ---------------- |
| 1995年 | 20,953           |
| 1996年 | 22,554           |
| 1997年 | 22,673           |
| 1998年 | 22,875           |
| 1999年 | 22,846           |
| 2000年 | 23,515           |
| 2001年 | 23,940           |
| 2002年 | 24,124           |
| 2003年 | 24,425           |
| 2004年 | 24,566           |
| 2005年 | 25,362           |
| 2006年 | 25,681           |
| 2007年 | 26,293           |
| 2008年 | 26,665           |
| 2009年 | 26,306           |
| 2010年 | 26,255           |
| 2011年 | 26,008           |
| 2012年 | 25,699           |
| 2013年 | 26,303           |
| 2014年 | 26,091           |
| 2015年 | 26,435           |
| 2016年 | 26,809           |
| 2017年 | 27,123           |

## 駅前ビル「i-ビル」
一宮市の新たな玄関口として、2010年（平成22年）10月に建設工事を開始した。2012年（平成24年）11月1日に図書館以外の施設が先行オープンし、2013年（平成25年）1月10日に一宮市立中央図書館が開館した。
尾張一宮駅の高架下に隣接し、1階部分は自由に行き来することができるコンコースも配置されている。
i-ビル（あいビル）という愛称は、一般公募および投票で決定された。
7階建てで建物の中央には3階から5階を中心とした幅44メートルの巨大な吹き抜け「シビックテラス」が整備され、イベント利用を想定したギャラリーや市民活動支援センターが併設されている。
「シビックテラス」は、幅44メートル・奥行き31メートル、
東側には壁がない半屋外の開放的な構造で、エスカレーターが交差しており、建物の中央部にある。
1階部分には商業施設であるアスティ一宮（名古屋ステーション開発が運営）や、観光案内所・駅前交番が設けられ、5階から7階には一宮市立中央図書館、中央子育て支援センター、シビックホール等が入っている。
ビル北側の2階から4階は立体駐車場となっている。
i-ビルが建設される前の2007年（平成19年）5月に取り壊された3階建ての旧駅ビルは、太平洋戦争末期の空襲で焼失した後、1951年（昭和26年）10月5日に民衆駅として建てられた鉄筋コンクリート造のものであった。
2013年（平成25年）には第45回中部建築賞を受賞した。また、2013年度グッドデザイン賞も受賞。

## 駅周辺
一宮市の中心市街地に位置している。
駅正面に「i-ビル」があり、高架化の一部とともに商業施設「アスティ一宮」などが入居している。また、駅機能として一体的となっている名鉄一宮駅に併設して名鉄百貨店一宮店が入居しているほか、名鉄線の高架下には名鉄一宮駅バスターミナル・一宮プラザおよび一宮七夕郵便局などが入居している。
かつてJR線・名鉄線ともに地上駅だったころは、駅周辺にある踏切は開かずの踏切であったが、高架化により解消された。また、駅付近で単独立体交差となっていた道路については、駅北側の八幡通りは地下構造であったが埋め戻されたほか、さらに先にある国道155号は陸橋化されていたが撤去され、いずれも平坦な道路に戻された。

### 周辺の施設
駅付近にあるその他の主要施設は、以下の通りである。
- 駅前ビルi-ビル（尾張一宮駅の高架下に隣接する複合ビル。商業施設や一宮市立中央図書館などが入る。）
  - 2007年（平成19年）5月に取り壊された3階建ての旧駅ビルは、太平洋戦争末期の空襲で焼失した後、民衆駅として建て替えられたものであったが、末期は老朽化が著しかった。
- 真清田神社（尾張国一宮。市名の由来となっている。）
- 一宮市役所（一宮庁舎：本庁舎）
- 一宮商工会議所
- 一宮税務署
- 上本町通り（国道155号。駅北東側）
- 八幡通り（駅北西側）
- 銀座通り（駅正面）
- 本町通り（真清田神社正面道路）
- 千歳通り（駅北側）
- 伝馬通り（愛知県道457号尾張一宮停車場線。駅東側）
- 愛知県道459号名鉄一宮停車場線（一宮西インターチェンジ方面に通じている。駅西側）

### バス路線
路線バスは、名鉄駅に隣接する一宮駅バスターミナル側とJR駅側（東口）にそれぞれ乗り入れている。
尾張一宮駅側では、一宮駅東口3（i-バス、名鉄バス）、4（名鉄バス）、5（名鉄バス）、B（i-バス）の乗り場が設けられている。
また、以下の夜行高速バス路線が、当駅前（駅東側）のi-バス　千秋町コース Bのりば付近（ファミリーマート一宮東口店付近）に乗り入れている（この乗り場は一宮市の案内図では表示されていない）。
- ドリームなごや号（JR東海バス）：7号・10号が乗り入れ。
  - 岐阜駅方面 / 名古屋駅（新幹線口）・新宿駅・東京駅方面

かつては以下の路線も運行されていた。
- 北陸ドリーム名古屋号（JR東海バス・西日本ジェイアールバス）
  - 名古屋駅（新幹線口）方面 / 富山駅前・金沢駅前方面

## 隣の駅
東海旅客鉄道（JR東海）
CA 東海道本線
- 特急「ひだ」・「しらさぎ」停車駅（「ひだ」は一部のみ）、「ホームライナー大垣」停車駅

■特別快速・■新快速・■区間快速
名古屋駅 (CA68) - 尾張一宮駅 (CA72) - 岐阜駅 (CA74)
■快速
名古屋駅 (CA68) - （一部稲沢駅 (CA71)） - 尾張一宮駅 (CA72) - 岐阜駅 (CA74)
■普通
稲沢駅 (CA71) - 尾張一宮駅 (CA72) - 木曽川駅 (CA73)